# Едвард Олсворт Рос
Едвард Олсворт Рос (енгл. Edward Alsworth Ross; Верден, 12. децембар 1866 — Медисон, 22. јул 1951) је прогресицистички амерички социолог, еугеничар (који се бавио расном хигијеном - чиста раса) и главна личност ране криминологије.

## Младост
Рођен је у Вердену, у држави Илиноис. Његов отац је био фармер. Похађао је Коу колеџ и дипломирао 1887. године. Након две године пошто је радио као инструктор у пословној школи Форт Доџ комерцијални институт, отишао је у Немачку на постдипломске студијена Универзитету у Берлину. Вратио се у САД 1891. године да би постао доктор наука на Џонс Хопкинс универзитету у области политичке економије са подгрупама из филозофије и етике.
Рос је био професор на универзитет у Индијани (1891-1892), секретар Америчке економске асоцијације (1892), професор на Корнел универзитету ( 1892-1893 ) и професор на Станфорд универзитету (1893-1900).

## Росова афера и одлазак са Станфорда
Због Станфордове прве академске слободарске контроверзности, Рос је био отпуштен због својих политичких ставова у вези са еугенизмом. Наиме, противио да кинески имигранти раде (на економском и расном основу: био је међу првима подржавао доктрину Самоубиство расе и изражавао је своју мржњу према другим расама јавно говорећи оштрим и грубим речима о њима), а то се исто односило и на Јапанце. У говору који је био катализатор за његово отпуштање, он је изјавио следеће:
Да лоше не би постало још горе, за нас би било боље да окренемо оружје према сваком броду којим стижу Јапанци на наше обале, него да им дозволимо да сиђу са бродова.
Као одговор на то, Џејн Станфорд је тражила његову оставку. У свом јавном изјашњавању о целој афери, Рос је писао о томе како је, као прво, његов добар пријатељ, др. Џордан био тај који га је замолио да напише несрећни говор. Џордан је успео да на крају издејствује да Рос не буде отпуштен са Станфорда, али је Рос убрзо потом дао оставку. Позиција породице Станфорд је била контрадикторн, а јер су они зарадили огромно богатство са Западном железницом, а главни радници су били имигранти из Кине, Индије и осталих азијских земаља.
Рос се такође критички освртао на железницку индустрију на својим часовима: „Посао железнице је крађа железнице!“ То је било превише за Џејн Станфорд, удовицу Лиланда Станфорда, која је била на челу одбора повереника Универзитета. Бројни професори са Станфорда су дали оставке у знак протеста због његовог отпуштања, а такође су покренуте и „националне дебате…која су се водиле о слободи изражавања и контроли над универзитетом од стране приватних бизнисмена.“ Америчка асоцијација универзитетских професора је основана углавном као одговор на тај инцидент.

## Небраска, Висконсин, и даљи живот
Рос је напустио универзитет у Небрасци, на којем је предавао до 1905. године, а 1906. године је прешао на универзитет у Висконсину - Мадисон, где је постао професор социологије и на крају и управник департмана. Отишао је у пензију 1937. године.
Његово поимање американизације и асимилације веома је слично схватањима другог професора на Висконсину - Фредерику Џексону Тарнеру. Као и Тарнер, Рос је веровао да је идентитет Американаца искован кроз тешка искушења у дивљини. Проглас о цензусу из 1890. године када је граница нестала поставио је изузетну претњу могућности Американаца да асимилирају велики број имиграната који су пристизали из јужне и источне Европе. 1897. године, управо четири године након што је Тарнер представио своју тезу о граници Америчкој историјској асоцијацији, Рос , тада на Станфорду, расправљао о томе како губитак границе уништава могућност топљења раса.
Године 1913, држава Висконсин усвојила је свој први Закон о стерилизацији. Рос, који је тада живео у Висконсину, био је уздржани предлагач стерилизације и здушно је подржавао те мере. Образлагао је своју подршку тако што је упоређивао са тим да је већа штета обесити човека, и заступао је њену иницијалну употребу само у екстремним случајевима, када се приврженост и записи нагомилавају у опасном, надмоћном случају. Недоброваљна стерилизација је остала легална у Висконсину до јула 1978. године.
Рос је посетио Русију после Бољшевичке револуције 1917. године. Он је одобравао револуцију чак и пошто је сазнао за њено крваву позадину. Убрзо потом постао је један од водећих присталица у САД за признавање Совјетског Савеза. У међувремену, касније је постао члан Комисије која је ослободила Лава Троцког од свих оптужби којима је га теретила совјетска влада током Московских суђења.
Од 1900. до 1920—их година, Рос је подржавао Закон о забрани алкохола и настављао је да подржава еугенизам и имиграционе рестрикције. До 1930. године се, међутим, удаљио од тих ставова.
Током 1930—их постао је присталица програм Њу Дил председника Френклина Рузевелта. Године 1940. постао је председавајући националном комитета Удружење за америчке грађанске слободе и био је на челу до 1950. године.
Умро је 1951. године.